# 張夢鯨
張夢鯨（1569年11月14日—1630年2月17日），字仲鱗，號華陽，山東濟南府齊東縣人，晚明政治人物。萬曆間進士，官至延绥巡抚。“己巳之变”後提兵入京勤王，勞憤病故於途中。

## 生平
萬曆三十一年（1603年）癸卯科山東鄉試四十一名舉人，萬曆三十八年（1610年）庚戌科會試二百八十一名，廷试三甲二百十名進士。工部觀政。萬曆四十一年（1613年），授大理寺左評事。萬曆四十二年（1614年）五月，陞戶部山西司主事。次年三月丁母憂去官。服闕，四十六年四月起复原职，历升户部广东司员外郎、户部河南司郎中，外官河南彰德府知府，天啓三年（1623年）闰十月升本省按察司副使、分巡河北道，五年十月升河南右参政，六年闰六月升本省按察使、备兵睢陈，晋本省右布政使、左布政使。因功特简都察院右副都御史，巡抚延绥。
崇祯二年（1629年），皇太极率后金兵大举入关，连破城池。朝廷连檄各地督抚入京勤王。崇祯三年（1630年）正月丁亥，梦鲸偕同总兵官吴自勉率兵五千，次第起行入援，中途得滞下之症。自勉沿途卖马，侵占行粮，梦鲸禁之不从，但呼：“老臣治兵不效，不能身当一队杀奴，就死何恨。”一夕忿死。享年六十二，赠兵部左侍郎。

## 家族
曾祖張玉；祖父張公朝，增生；父張調元，廩生儒官；母李氏。具慶下。兄張夢鵉（散官），弟張夢蛟（丁酉舉人）。子經綸；經緯。